# بوستان نهج‌البلاغه
بوستان نهج‌البلاغه یکی از بوستان‌های تهران می‌باشد که بیش از ۳۵ هکتار وسعت دارد و در بخش وسیعی از دره فرحزاد بین بزرگراه نیایش، بزرگراه همت و غرب بزرگراه یادگار امام احداث شده‌است. طول این بوستان یک و نیم کیلومتر و عرض متوسط ۳۰۰ متر است. همچنین اختلاف ارتفاع سطح تا کف بوستان، ۵۵ متر و دارای شیب بین ۱۰ تا ۳۵ درجه است.
بوستان نهج‌البلاغه دارای هشت تراست پیاده‌رو طولی ۱۲۰۰ متری، سه تراست پیاده‌رو عرضی ۳۰۰ متری، ۹ کیلومتر مربع مسیر دوچرخه‌سواری، ۱۸۰۰ متر مربع فضای ورزش همگانی، ۸۰ واحد آلاچیق، دو پل عابر پیاده بر روی دره و صدها نیمکت و چراغ برق است. در عمیق‌ترین نقطه این بوستان فضایی بکر و طبیعی به چشم می‌خورد که آب حاصل از قنات‌ها در آن جریان دارد. برای ساخت این بوستان یک میلیون و پانصد هزار ساعت کار انجام و بیش از ۱۵ میلیارد تومان نیز هزینه شده‌است. این بوستان همچنین دارای مسجد، پارکینگ ۷۵۰ واحدی،۴۰ سرویس بهداشتی، فضاهای جانبی برای استراحت خانواده‌ها و سه مجموعه بازی برای کودکان می‌باشد.

## پل معلق نهج‌البلاغه (آسمان)
ساخت پل معلق نهج‌البلاغه (آسمان) از سال ۱۳۸۹، و توسط بخش خصوصی و در ارتفاع ۶۵ متری شروع شد، پلی به طول ۲۸۵متر و ۲متر عرض مفید که بوستان نهج‌البلاغه را به بوستان پردیسان متصل می‌کند و به‌طور همزمان ۲۰۰ نفر بازدیدکننده می‌توانند روی عرشه آن تردد و توقف کنند، این پل معلق، در نوع خودش در کشور ایران نخستین است و در آن زمان اعلام شد، این پل به همراه پل معلق شهر مشگین‌شهر، «طولانی‌ترین پل کابلی عابر پیاده در خاورمیانه» است؛ شهروندانی که می‌خواهند از بوستان پردیسان به نهج‌البلاغه یا بالعکس بروند می‌توانند از این پل ایجاد شده در حد فاصل دو پارک پردیسان و نهج البلاغه استفاده کنند، و همچنین در توجیه احداث این پروژه اعلام شد که این پل از شب‌مردگی و خلوتی ضلع شرقی بوستان نهج‌البلاغه و غربی بوستان پردیسان می‌کاهد. با توجه به اینکه این پل در یکی از بزرگ‌ترین بوستان‌های شهر تهران و روی «روددرهٔ نهج‌البلاغه» واقع شده‌است، انتخاب این نقطه از شهر برای احداث این پل از نظر موقعیت مکانی اصولی و کارشناسانه بوده‌است. از روی پل معلق نهج‌البلاغه می‌توان بخشی از پل طبیعت را هم دید که چند سال قبلتر از پل معلق نهج‌البلاغه افتتاح شد و با عبور از روی بزرگراه مدرس، دو، بوستان آب و آتش و طالقانی را به هم متصل می‌کند.

## طرح روددره فرحزاد
طرح روددره فرحزاد که ادامه‌ی بوستان نهج‌البلاغه است، طرحی است که براساس آن می‌بایست در روددره‌ی فرحزاد حدفاصل پل خوشمرام تا بزرگراه نیایش با گستره‌ای بیش از ۱۰۰ هکتار، با پیاده‌سازی باغچه‌های گونه‌شناسی، نسبت به افزایش آگاهی شهروندان دربارهٔ خُرداقلیم‌های متنوع تهران، اقدام گردد، همچنین «حیات شهری» غنی‌تر شود. همچنین در نامهٔ ده تن از متخصصان و کنشگران محیط زیست درخواست شد که برای سال ۱۳۹۸ هجری‌شمسی برنامه‌ای جدی به منظور ایجاد مسیرهای دوچرخه‌سواری و پیاده‌روی با تأکید بر ایجاد کریدورهای پیونددهندهٔ پارک‌ها تدوین شود. البته از مشکلاتی که این محدوده از دره فرحزاد دارد، مالکیت زمین‌ها و باغ‌هاست که تا حدودی اجرایی شدن اقدامات نیروها را محدود می‌کنند، اما در آینده روشنایی دره و ایجاد مسیری برای گشتزنی در محل و همچنین شناسایی املاک در برنامه است. اقدامات اطلاعاتی در این زمینه برعهده‌ی پلیس و نیروی انتظامی است.

## نگارخانه

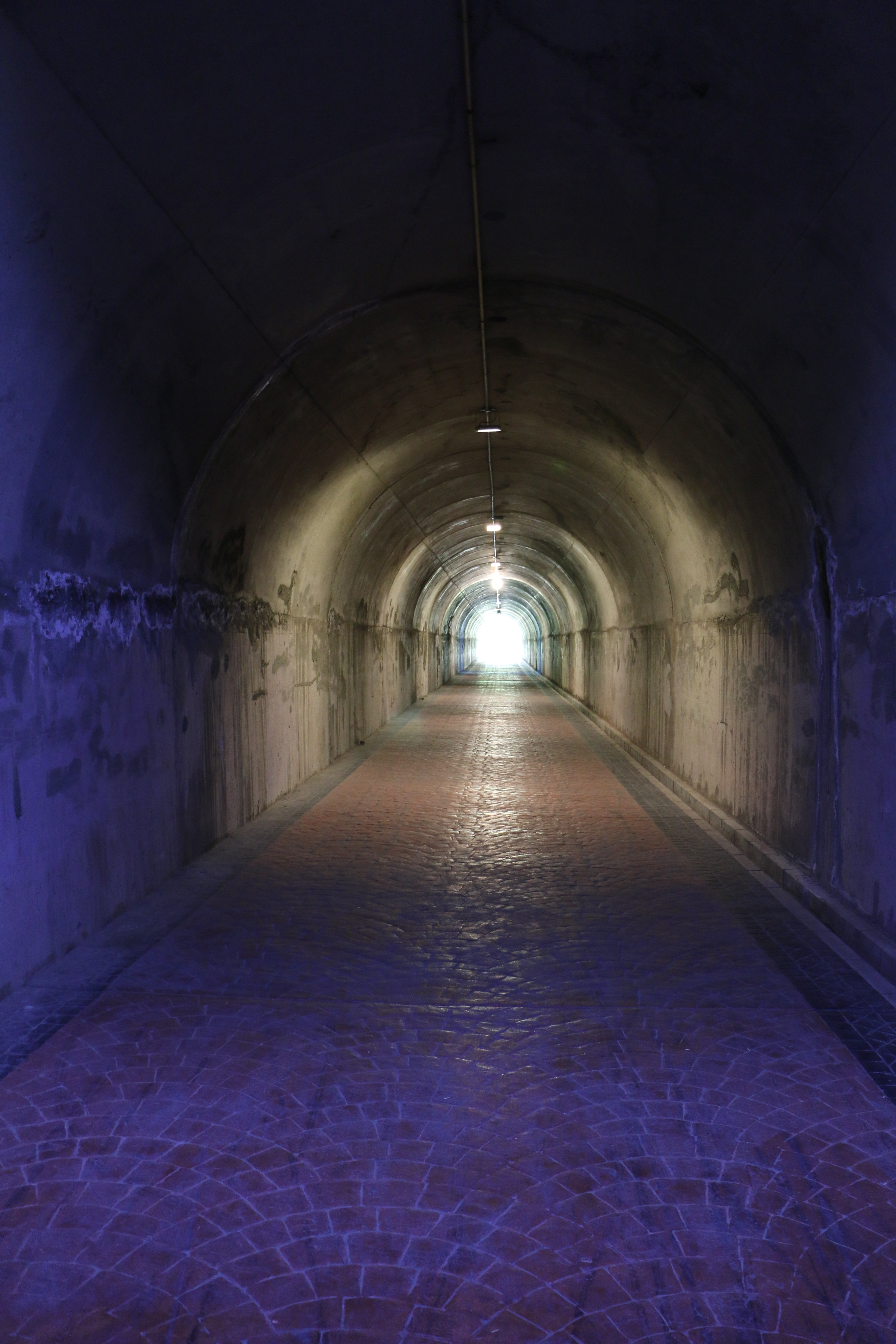
نمایی از تونل متصل‌کننده فاز ۱ و ۲ بوستان نهج‌البلاغه
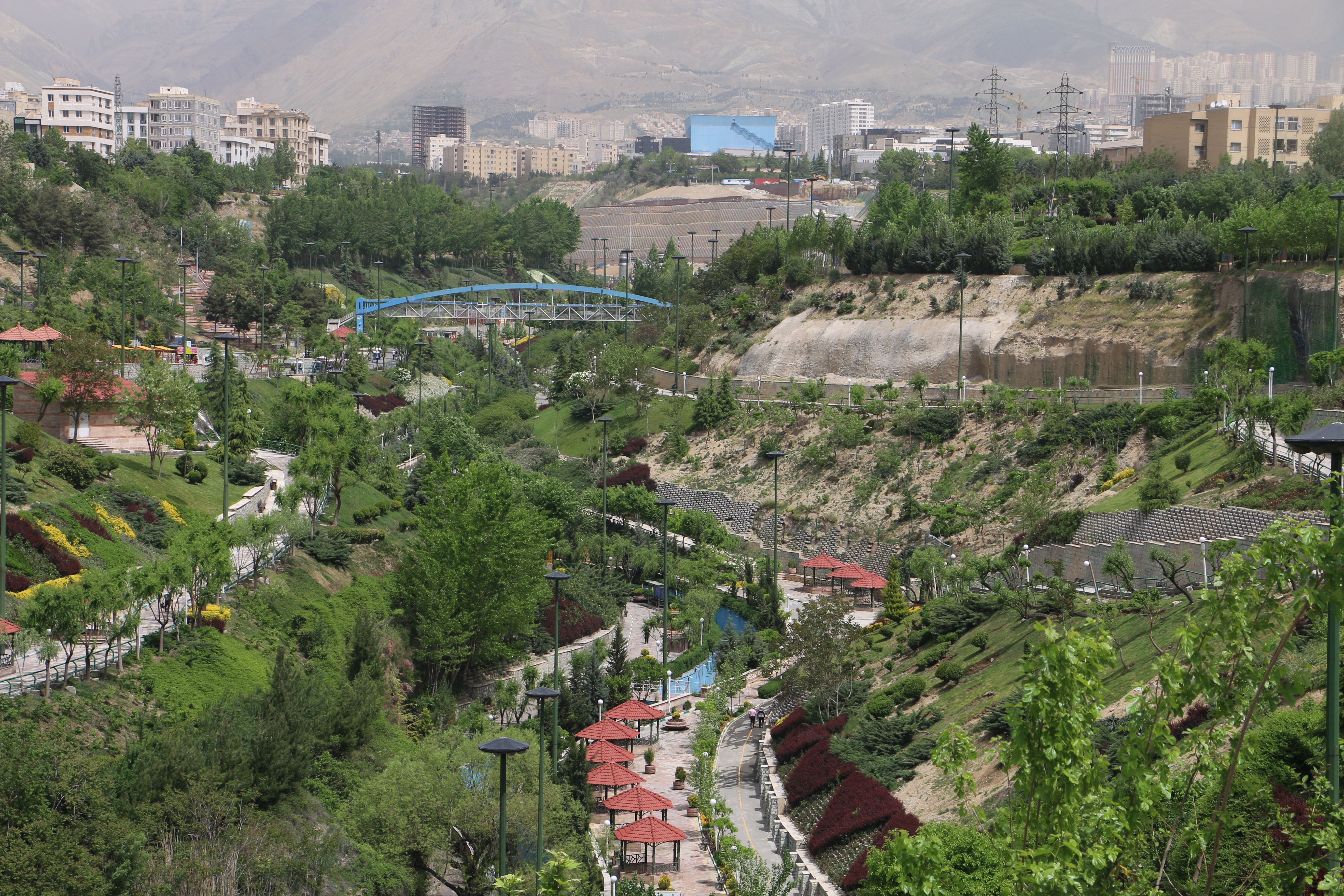
نمایی از فاز یک بوستان نهج‌البلاغه
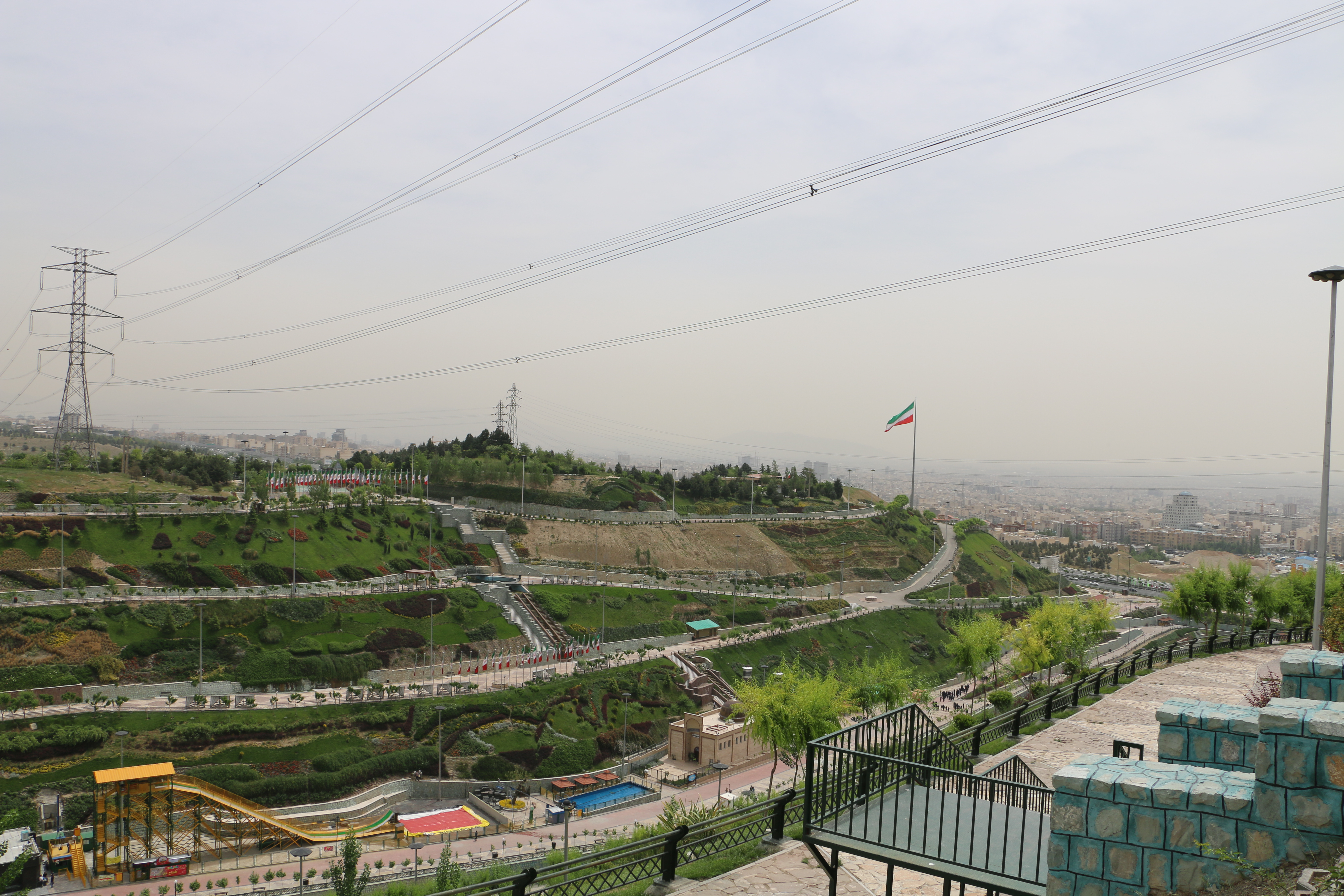
نمایی از فاز دو بوستان نهج‌البلاغه
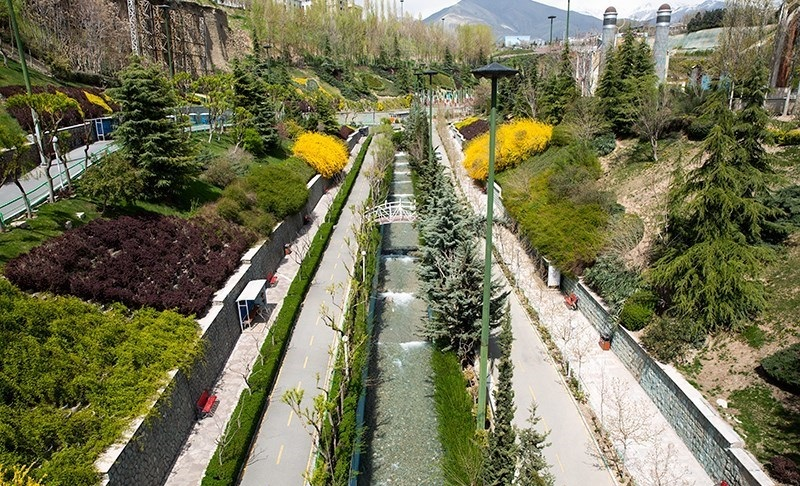